# Океански језици
Океански језици су грана малајско-полинежанских језика, једне од основних грана аустронежанских језика. Ова грана је састављена је од око 450 језика и распрострањена је у великом делу Океаније (цела Полинезија, као и већи део Микронезије и мањи део Меланезије).
Иако су ови језици у употреби на огромној површини, њих говори око 2 милиона људи. Највећи океански језици су самоански језик са око 400.000 говорника и фиџијски са око 500.000 говорника. Процењује се да су ови језици, настали од праокеанског језика (који је реконструисан). Језици са више од 100.000 говорника су кирибатски (гилбертски), тонгански, тахићански, маорски, западнофиџијски и толајски (куанујски).

## Класификација
Први лингвиста који је доказао да океански језици чине једну грану малајскополинежанских језика био је Сидни Херберт Реј 1896. Поред малајско-полинежанских језика океански су једина велика грана аустронежанских језика чије је постојање доказано. Граматика океанских језика је под великим утицајем папуанских језика северне Нове Гвинеје (Папуе), али највећи део вокабулара је аустронежански.

### Класификација према Линчу, Росу и Кроулију
Према Линчу, Росу и Кроулију (2002), велики број океанских језика се може груписати у неколико језичких комплекса. Језички комплекси настају када се нови језици развију из дијалеката дијалекатског континуума (дијалекти постају језици, а дијалекатски континуум постаје језички комплекс).
Према овим језичарима (лингвистима), постоје три главне гране океанских језика и две додатне гране које укључују остатке (оне језике који не спадају у 3 главне гране):
- Адмиралски језички комплекс
- Западноокеански језички комплекс
  - Северноновогвинејски језички комплекс
  - Сармијско-џајапурски језички комплекс (могуће да је део северноновогвинејског језичког комплекса)
  - Мезомеланежански језички комплекс
  - Источноновогвинејски језички комплекс
- Средњоисточноокеански језички комплекс
  - Утупуанско-ваникорски језички комплекс (касније ову подгрупу Малколм Рос и Осхилд Нес (2007) издвајају у нову главну грану темотујски језички комплекс[3])
  - Југоисточносоломонски језички комплекс
  - Јужноокеански језички комплекс
  - Микронежански језички комплекс
  - Средњоокеански језички комплекс (или фиџијско-полинежански)

„Остаци“, како их називају ови лингвисти, су језици који не улазе ни у једну од претходне 3 групе:
- Светоматијски језички комплекс
- Јапски језик (могуће да је део адмиралског језичког комплекса)

### Класификација према Росу, Полију и Осмонду
Према предлогу Роса, Полија и Осмонда (2016) океански језици су подељени на 9 основних грана.‍:10
Океански језици
- Адмиралски језици
- Јапски језик
- Светоматијски језици (мусајско-емирајски и тенчијски)
- Западноокеански језички комплекс
  - Мезомеланежански језички комплекс
  - Новогвинејскоокеански језички комплекс
    - Северноновогвинејски језички комплекс
    - Источноновогвинејски језички комплекс
- Темотујски језици
- Југоисточносоломонски језици
- Јужноокеански језички комплекс
  - Северновануатујски језички комплекс
  - Сржнојужноокеански језички комплекс
    - Средњовануатујски језички комплекс
    - Јужновануатујски језици
    - Новокаледонијски језици
- Микронежански језици
- Средњоокеански (или фиџијско-полинежански језици)
  - Западносредњоокеански (или западнофиџијско-ротумански) језички комплекс
    - Ротумански језик
    - Западнофиџијски језички комплекс

  - Источносредњоокеански (или источнофиџијско-полинежански) језички комплекс
    - Источнофиџијски језички комплекс
    - Полинежански језици